# Cortez Hankton
(en) Statistiques sur pro-football-reference
(en) Statistiques sur statscrew
Cortez J. Hankton (né le 20 janvier 1981 à La Nouvelle-Orléans) est un joueur américain de football américain.

## Enfance
Hankton étudie à la St. Augustine High School de La Nouvelle-Orléans.

## Carrière

### Université
Il entre à l'université du Texas du Sud où il joue pour les Tigers de football américain. Il va battre le record de yards sur réception de l'université sur une saison et sur une carrière. Il va faire durant sa carrière universitaire, 175 réceptions et inscrire trente touchdowns.

### Professionnel
Cortez Hankton n'est sélectionné par aucune équipe lors du draft de la NFL de 2003. Il signe peu de temps après comme agent libre non drafté avec les Jaguars de Jacksonville. Il va rester durant quatre saisons avec cette équipe comme receveur remplaçant et va jouer son premier match comme titulaire en 2006. Il marque deux touchdowns lors de la saison 2004. Libéré après la saison 2006, il tente sa chance lors du camp d'entraînement des Vikings du Minnesota mais il ne va jouer aucun match pour cette équipe.
En 2008, il signe pour les Buccaneers de Tampa Bay mais il ne joue là-aussi aucun match avec les Buccs. Il joue ensuite pour les Sentinels de New York, en United Football League, pour 2009 avant de signer pour les Tuskers de Floride avec qui il sera nommé pour le titre de joueur de la saison. L'équipe se renomme en Destroyers de Virginie et il remporte avec cette franchise le titre de champion UFL.

## Palmarès
- Seconde équipe de la SAC 2001
- Équipe de la SAC 2002
- Troisième équipe des All-American 2002 selon l' Associated Press